# A Manchester City FC 2012–2013-as szezonja
A Manchester City a 2012–2013-as szezont címvédőként kezdte a bajnokságban, végül második lett. Az FA-kupában a döntőben 1–0-ra kapott ki a Wigantől, ebben a sorozatban is második lett. A ligakupában az első mérkőzésén kikapott az Aston Villától és kiesett. A Bajnokok Ligájában a csoportkörből nem jutott tovább, 4. lett a Borussia Dortmund, a Real Madrid és az Ajax mögött. A szezon végén Roberto Mancinit kirúgták, helyét az utolsó két bajnokira segédedzője, Brian Kidd vette át.

## Mezek
| Hazai | Vendég | Európai vendég | Kapus hazai | Kapus vendég |

## Játékosok

### Felnőtt keret
A szezon közben a felnőtt csapat tétmérkőzésein pályára léptek.
| #  |     | Poszt | Név                |
| -- | --- | ----- | ------------------ |
| 1  | ENG | K     | Joe Hart           |
| 2  | ENG | V     | Micah Richards     |
| 3  | BRA | V     | Maicon             |
| 4  | BEL | V     | Vincent Kompany    |
| 5  | ARG | V     | Pablo Zabaleta     |
| 6  | ENG | V     | Joleon Lescott     |
| 7  | ENG | KP    | James Milner       |
| 8  | FRA | KP    | Samir Nasri        |
| 10 | BIH | CS    | Edin Džeko         |
| 11 | ENG | KP    | Scott Sinclair     |
| 13 | SER | V     | Aleksandar Kolarov |
| 14 | ESP | KP    | Javi García        |
| 15 | MNE | V     | Stefan Savić       |
| 16 | ARG | CS    | Sergio Agüero      |
| 17 | ENG | KP    | Jack Rodwell       |

| #  |         | Poszt | Név               |
| -- | ------- | ----- | ----------------- |
| 18 | ENG     | KP    | Gareth Barry      |
| 21 | ESP     | KP    | David Silva       |
| 22 | FRA     | V     | Gaël Clichy       |
| 28 | CIV     | V     | Kolo Touré        |
| 30 | ROM     | K     | Costel Pantilimon |
| 32 | ARG     | CS    | Carlos Tévez      |
| 33 | Szerbia | V     | Matija Nastasić   |
| 34 | NED     | KP    | Nigel de Jong     |
| 36 | ESP     | KP    | Denis Suárez      |
| 42 | CIV     | KP    | Yaya Touré        |
| 44 | NED     | V     | Karim Rekik       |
| 45 | ITA     | CS    | Mario Balotelli   |
| 61 | FRA     | V     | Jeremy Helan      |
| 62 | CIV     | KP    | Abdul Razak       |
| 64 | POR     | KP    | Marcos Lopes      |

### Átigazolások

#### Érkezők
| Dátum       | Játékos         | Nemzetiség | Poszt       | Honnan         | Átigazolási összeg          |
| ----------- | --------------- | ---------- | ----------- | -------------- | --------------------------- |
| 2012.08.12. | Jack Rodwell    | angol      | középpályás | Everton        | £ 12 000 000                |
| 2012.08.30. | Richard Wright  | angol      | kapus       | klub nélkül    | ingyen                      |
| 2012.08.31. | Scott Sinclair  | angol      | középpályás | Swansea City   | £ 6 200 000                 |
| 2012.08.31. | Maicon          | brazil     | hátvéd      | Internazionale | £ 5 000 000                 |
| 2012.08.31. | Matija Nastasić | szerb      | hátvéd      | Fiorentina     | £ 12 000 000 + Stefan Savić |
| 2012.08.31. | Javi García     | spanyol    | középpályás | Benfica        | £ 17 000 000                |

#### Távozók
| Dátum       | Játékos           | Nemzetiség  | Poszt       | Hova                | Átigazolási összeg |
| ----------- | ----------------- | ----------- | ----------- | ------------------- | ------------------ |
| 2012.05.22. | Owen Hargreaves   | angol       | középpályás | –                   | szerződés lejárt   |
| 2012.05.22. | Gai Assulin       | izraeli     | középpályás | Racing de Santander | szerződés lejárt   |
| 2012.07.01. | Stuart Taylor     | angol       | kapus       | Reading             | szerződés lejárt   |
| 2012.08.21. | Emmanuel Adebayor | togói       | csatár      | Tottenham Hotspur   | £ 5 000 000        |
| 2012.08.24. | Adam Johnson      | angol       | középpályás | Sunderland          | £ 12 000 000       |
| 2012.08.31. | Nigel de Jong     | holland     | középpályás | AC Milan            | £ 3 100 000        |
| 2012.08.31. | Stefan Savić      | montenegrói | hátvéd      | Fiorentina          | játékoscsere       |
| 2012.12.07. | Gunnar Nielsen    | feröeri     | kapus       | Silkeborg           | szerződés lejárt   |
| 2012.12.28. | Michael Johnson   | angol       | középpályás | –                   | szerződés lejárt   |
| 2013.01.30. | Mario Balotelli   | olasz       | csatár      | AC Milan            | £ 19 000 000       |

#### Kölcsönbe adott játékosok
| No. |                  | Poszt | Játékos                                                    |
| --- | ---------------- | ----- | ---------------------------------------------------------- |
| 50  | Norvégia         | KP    | Abdisalam Ibrahim (a Strømsgodsetnek, 2012 végééig)        |
| 3   | Anglia           | V     | Wayne Bridge (a Brighton & Hove Albionnek, szezon végééig) |
| 14  | Paraguay         | CS    | Roque Santa Cruz (a Málagának, szezon végééig)             |
| 38  | Belgium          | V     | Dedryck Boyata (a Twentének, szezon végééig)               |
| 62  | Elefántcsontpart | KP    | Abdul Razak (a Charlton Athleticnek, 2012 végééig)         |

## Mérkőzések

### Felkészülési mérkőzések
| 2012. július 13. 19:00 (CEST) |

| el-Hilál    | 1 – 0               | Manchester City |
| ----------- | ------------------- | --------------- |
| Al Abed 69' | (0 – 0) Jegyzőkönyv |                 |

| Tivoli Neu, Innsbruck Játékvezető: Michael Daxauer (osztrák) |

| 2012. július 17. 19:00 (CEST) |

| Dynamo Dresden | 0 – 0               | Manchester City |
| -------------- | ------------------- | --------------- |
|                | (0 – 0) Jegyzőkönyv |                 |

| Tivoli Neu, Innsbruck Nézőszám: 4650 Játékvezető: Gregor Danler (osztrák) |

| 2012. július 20. 18:30 (CEST) |

| Beşiktaş | 0 – 2               | Manchester City        |
| -------- | ------------------- | ---------------------- |
|          | (0 – 1) Jegyzőkönyv | 45' Agüero 56' Kompany |

| Tivoli Neu, Innsbruck Nézőszám: 4650 |

| 2012. július 27. 14:00 (CEST) |

| Arsenal | 0 – 2               | Manchester City           |
| ------- | ------------------- | ------------------------- |
|         | (0 – 2) Jegyzőkönyv | 42' Zabaleta 44' Y. Touré |

| Pekingi Nemzeti Stadion, Peking Nézőszám: 52 000 Játékvezető: Howard Webb |

| 2012. július 30. |

| Malajzia XI       | 1 – 3               | Manchester City                  |
| ----------------- | ------------------- | -------------------------------- |
| bin Mohd Akil 87' | (0 – 1) Jegyzőkönyv | 25' Agüero 47' Tévez 51' Johnson |

| Bukit Jalil Stadium, Kuala Lumpur |

| 2012. augusztus 4. |

| Wolfsburg | 0 – 2               | Manchester City         |
| --------- | ------------------- | ----------------------- |
|           | (0 – 1) Jegyzőkönyv | 41' Agüero 57' Y. Touré |

| Volkswagen Arena, Wolfsburg |

| 2012. augusztus 5. |

| Limerick | 0 – 4               | Manchester City                       |
| -------- | ------------------- | ------------------------------------- |
|          | (0 – 3) Jegyzőkönyv | 33' 44' Džeko 42' Boyata 78' Scapuzzi |

| Thomond Park, Limerick |

| 2013. május 23. 03:38 (CEST) |

| Manchester City                         | 4 – 3               | Chelsea                                     |
| --------------------------------------- | ------------------- | ------------------------------------------- |
| García 63' Džeko 64' 88' Richards 90+1' | (0 – 2) Jegyzőkönyv | 14' Ba 45' (11-esből) Azpilicueta 53' Oscar |

| Busch Stadium, St Louis Nézőszám: 48 263 Játékvezető: George Gansner |

| 2013. május 25. 00:06 (CEST) |

| Manchester City                             | 5 – 3               | Chelsea                  |
| ------------------------------------------- | ------------------- | ------------------------ |
| Barry 3' Nasri 29' 74' Milner 55' Džeko 84' | (2 – 0) Jegyzőkönyv | 46' 69' Ramires 82' Mata |

| Yankee Stadium, New York Nézőszám: 39 462 |

### Community Shield
| 2012. augusztus 12. 14:30 (CEST) |

| Chelsea                              | 2 – 3               | Manchester City                  |
| ------------------------------------ | ------------------- | -------------------------------- |
| Torres 40' Bertrand 80' Ivanović 42′ | (1 – 0) Jegyzőkönyv | 52' Y. Touré 59' Tévez 64' Nasri |

| Villa Park, Birmingham Nézőszám: 36 394 Játékvezető: Kevin Friend |

### Premier League
| 2012. augusztus 19. 17:00 (CEST) |

| Manchester City               | 3 – 2               | Southampton           |
| ----------------------------- | ------------------- | --------------------- |
| Tévez 40' Dzeko 71' Nasri 80' | (1 – 0) Jegyzőkönyv | Lambert 60' Davis 67' |

| City of Manchester Stadium, Manchester Nézőszám: 46 109 Játékvezető: Howard Webb |

| 2012. augusztus 26. 17:00 (CEST) |

| Liverpool             | 2 – 2               | Manchester City        |
| --------------------- | ------------------- | ---------------------- |
| Škrtel 34' Suárez 66' | (1 – 0) Jegyzőkönyv | Y. Touré 63' Tévez 80' |

| Anfield, Liverpool Nézőszám: 44 429 Játékvezető: Andre Marriner |

| 2012. szeptember 1. 17:00 (CEST) |

| Manchester City                    | 3 – 1               | Queens Park Rangers |
| ---------------------------------- | ------------------- | ------------------- |
| Y. Touré 16' Dzeko 61' Tévez 90+2' | (1 – 0) Jegyzőkönyv | Zamora 60'          |

| City of Manchester Stadium, Manchester Nézőszám: 45 579 Játékvezető: Chris Foy |

| 2012. szeptember 15. 16:00 (CEST) |

| Stoke City | 1 – 1               | Manchester City |
| ---------- | ------------------- | --------------- |
| Crouch 15' | (1 – 1) Jegyzőkönyv | García 35'      |

| Britannia Stadion, Stoke-on-Trent Nézőszám: 27 101 Játékvezető: Mark Clattenburg |

| 2012. szeptember 23. 17:00 (CEST) |

| Manchester City | 1 – 1               | Arsenal       |
| --------------- | ------------------- | ------------- |
| Lescott 40'     | (1 – 0) Jegyzőkönyv | Koscielny 82' |

| City of Manchester Stadium, Manchester Nézőszám: 47 318 Játékvezető: Mike Dean |

| 2012. szeptember 29. 16:00 (CEST) |

| Fulham                | 1 – 2               | Manchester City      |
| --------------------- | ------------------- | -------------------- |
| Petrić 10' (11-esből) | (1 – 1) Jegyzőkönyv | Agüero 43' Dzeko 87' |

| Craven Cottage, London Nézőszám: 25 698 Játékvezető: Mark Halsey |

| 2012. október 6. 13:45 (CEST) |

| Manchester City                  | 3 – 0               | Sunderland |
| -------------------------------- | ------------------- | ---------- |
| Kolarov 5' Agüero 60' Milner 89' | (1 – 0) Jegyzőkönyv |            |

| City of Manchester Stadium, Manchester Nézőszám: 47 036 Játékvezető: Lee Probert |

| 2012. október 20. 16:00 (CEST) |

| West Bromwich | 1 – 2               | Manchester City |
| ------------- | ------------------- | --------------- |
| Long 67'      | (0 – 0) Jegyzőkönyv | Dzeko 80' 90+2' |

| The Hawthorns, West Bromwich Nézőszám: 24 891 Játékvezető: Mark Clattenburg |

| 2012. október 27. 18:30 (CEST) |

| Manchester City | 1 – 0               | Swansea City |
| --------------- | ------------------- | ------------ |
| Tévez 61'       | (0 – 0) Jegyzőkönyv |              |

| City of Manchester Stadium, Manchester Nézőszám: 46 801 Játékvezető: Martin Atkinson |

| 2012. november 3. 18:30 (CET) |

| West Ham United | 0 – 0               | Manchester City |
| --------------- | ------------------- | --------------- |
|                 | (0 – 0) Jegyzőkönyv |                 |

| Boleyn Ground, London Nézőszám: 35 005 Játékvezető: Howard Webb |

| 2012. november 11. 14:30 (CET) |

| Manchester City | 2 – 1               | Tottenham Hotspur |
| --------------- | ------------------- | ----------------- |
|                 | (0 – 1) Jegyzőkönyv |                   |

| City of Manchester Stadium, Manchester Nézőszám: 47 208 Játékvezető: Michael Oliver |

| 2012. november 17. 16:00 (CET) |

| Manchester City | 5 – 0               | Aston Villa |
| --------------- | ------------------- | ----------- |
|                 | (1 – 0) Jegyzőkönyv |             |

| City of Manchester Stadium, Manchester Nézőszám: 47 072 Játékvezető: Jon Moss |

| 2012. november 25. 17:00 (CET) |

| Chelsea | 0 – 0               | Manchester City |
| ------- | ------------------- | --------------- |
|         | (0 – 0) Jegyzőkönyv |                 |

| Stamford Bridge, London Nézőszám: 41 792 Játékvezető: Chris Foy |

| 2012. november 28. 21:00 (CET) |

| Wigan | 0 – 2               | Manchester City |
| ----- | ------------------- | --------------- |
|       | (0 – 0) Jegyzőkönyv |                 |

| DW Stadion, Wigan Nézőszám: 19 623 Játékvezető: Mark Halsey |

| 2012. december 1. 16:00 (CET) |

| Manchester City | 1 – 1               | Everton |
| --------------- | ------------------- | ------- |
|                 | (1 – 1) Jegyzőkönyv |         |

| City of Manchester Stadium, Manchester Nézőszám: 47 386 Játékvezető: Lee Probert |

| 2012. december 9. 14:30 (CET) |

| Manchester City | 2 – 3               | Manchester United |
| --------------- | ------------------- | ----------------- |
|                 | (0 – 2) Jegyzőkönyv |                   |

| City of Manchester Stadium, Manchester Nézőszám: 47 166 Játékvezető: Martin Atkinson |

| 2012. december 15. 13:45 (CET) |

| Newcastle United | 1 – 3               | Manchester City |
| ---------------- | ------------------- | --------------- |
|                  | (0 – 2) Jegyzőkönyv |                 |

| St James’ Park, Newcastle upon Tyne Nézőszám: 49 579 Játékvezető: Andre Marriner |

| 2012. december 22. 16:00 (CET) |

| Manchester City | 1 – 0               | Reading |
| --------------- | ------------------- | ------- |
|                 | (0 – 0) Jegyzőkönyv |         |

| City of Manchester Stadium, Manchester Nézőszám: 47 007 Játékvezető: Mike Dean |

| 2012. december 26. 16:00 (CET) |

| Sunderland | 1 – 0               | Manchester City |
| ---------- | ------------------- | --------------- |
|            | (0 – 0) Jegyzőkönyv |                 |

| Stadium of Light, Newcastle upon Tyne Nézőszám: 42 190 Játékvezető: Kevin Friend |

| 2012. december 29. 16:00 (CET) |

| Norwich City | 3 – 4               | Manchester City |
| ------------ | ------------------- | --------------- |
|              | (1 – 2) Jegyzőkönyv |                 |

| Carrow Road, Norwich Nézőszám: 26 827 Játékvezető: Mike Jones |

| 2013. január 1. 16:00 (CET) |

| Manchester City | 3 – 0               | Stoke City |
| --------------- | ------------------- | ---------- |
|                 | (1 – 0) Jegyzőkönyv |            |

| City of Manchester Stadium, Manchester Nézőszám: 47 192 Játékvezető: Michael Oliver |

| 2013. január 13. 17:00 (CET) |

| Arsenal | 0 – 2               | Manchester City |
| ------- | ------------------- | --------------- |
|         | (0 – 2) Jegyzőkönyv |                 |

| Emirates Stadion, London Nézőszám: 60 107 Játékvezető: Mike Dean |

| 2013. január 19. 16:00 (CET) |

| Manchester City | 2 – 0               | Fulham |
| --------------- | ------------------- | ------ |
|                 | (1 – 0) Jegyzőkönyv |        |

| City of Manchester Stadium, Manchester Nézőszám: 47 286 Játékvezető: Jon Moss |

| 2013. január 29. 17:00 (CET) |

| Queens Park Rangers | 0 – 0               | Manchester City |
| ------------------- | ------------------- | --------------- |
|                     | (0 – 0) Jegyzőkönyv |                 |

| Loftus Road, London Nézőszám: 17 894 Játékvezető: Phil Dowd |

| 2013. február 3. 16:00 (CET) |

| Manchester City | 2 – 2               | Liverpool |
| --------------- | ------------------- | --------- |
|                 | (1 – 1) Jegyzőkönyv |           |

| City of Manchester Stadium, Manchester Nézőszám: 47 301 Játékvezető: Anthony Taylor |

| 2013. február 9. 18:30 (CET) |

| Southampton | 3 – 1               | Manchester City |
| ----------- | ------------------- | --------------- |
|             | (2 – 1) Jegyzőkönyv |                 |

| St. Mary’s Stadium, Southampton Nézőszám: 31 738 Játékvezető: Martin Atkinson |

| 2013. február 24. 14:30 (CET) |

| Manchester City | 2 – 0               | Chelsea |
| --------------- | ------------------- | ------- |
|                 | (0 – 0) Jegyzőkönyv |         |

| City of Manchester Stadium, Manchester Nézőszám: 47 256 Játékvezető: Andre Marriner |

| 2013. március 4. 21:00 (CET) |

| Aston Villa | 0 – 1   | Manchester City |
| ----------- | ------- | --------------- |
|             | (0 – 1) |                 |

| Villa Park, Birmingham Játékvezető: Mike Dean |

| 2013. március 16. 18:30 (CET) |

| Everton | 2 – 0               | Manchester City |
| ------- | ------------------- | --------------- |
|         | (1 – 0) Jegyzőkönyv |                 |

| Goodison Park, Liverpool Nézőszám: 36 519 Játékvezető: Lee Probert |

| 2013. március 30. 16:00 (CET) |

| Manchester City | 4 – 0               | Newcastle United |
| --------------- | ------------------- | ---------------- |
|                 | (2 – 0) Jegyzőkönyv |                  |

| City of Manchester Stadium, Manchester Nézőszám: 47 201 Játékvezető: Neil Swarbrick |

| 2013. április 8. 21:00 (CEST) |

| Manchester United | 1 – 2               | Manchester City |
| ----------------- | ------------------- | --------------- |
|                   | (0 – 0) Jegyzőkönyv |                 |

| Old Trafford, Manchester Nézőszám: 75 498 Játékvezető: Mike Dean |

| 2013. április 17. 20:45 (CEST) |

| Manchester City | 1 – 0               | Wigan Athletic |
| --------------- | ------------------- | -------------- |
|                 | (0 – 0) Jegyzőkönyv |                |

| City of Manchester Stadium, Manchester Nézőszám: 47 106 Játékvezető: Anthony Taylor |

| 2013. április 21. 14:30 (CEST) |

| Tottenham Hotspur | 3 – 1               | Manchester City |
| ----------------- | ------------------- | --------------- |
|                   | (0 – 1) Jegyzőkönyv |                 |

| White Hart Lane, London Nézőszám: 36 121 Játékvezető: Lee Mason |

| 2013. április 27. 13:45 (CEST) |

| Manchester City | 2 – 1               | West Ham United |
| --------------- | ------------------- | --------------- |
|                 | (1 – 0) Jegyzőkönyv |                 |

| City of Manchester Stadium, Manchester Nézőszám: 47 189 Játékvezető: Howard Webb |

| 2013. május 4. 16:00 (CEST) |

| Swansea City | 0 – 0               | Manchester City |
| ------------ | ------------------- | --------------- |
|              | (0 – 0) Jegyzőkönyv |                 |

| Liberty Stadion, Swansea Nézőszám: 20 242 Játékvezető: Mike Jones |

| 2013. május 7. 20:45 (CEST) |

| Manchester City | 1 – 0               | West Bromwich Albion |
| --------------- | ------------------- | -------------------- |
|                 | (1 – 0) Jegyzőkönyv |                      |

| City of Manchester Stadium, Manchester Nézőszám: 46 158 Játékvezető: Phil Dowd |

| 2013. május 14. 21:00 (CEST) |

| Reading | 0 – 2               | Manchester City |
| ------- | ------------------- | --------------- |
|         | (0 – 1) Jegyzőkönyv |                 |

| Madejski Stadium, Reading Nézőszám: 22 859 Játékvezető: Martin Atkinson |

| 2013. május 19. 17:00 (CEST) |

| Manchester City | 2 – 3               | Norwich City |
| --------------- | ------------------- | ------------ |
|                 | (1 – 1) Jegyzőkönyv |              |

| City of Manchester Stadium, Manchester Nézőszám: 47 054 Játékvezető: Mark Halsey |

#### A bajnokság végeredménye
| #  | Csapat                | M  | GY | D  | V | G+ – G– | GK  | P  | Megjegyzések               |
| -- | --------------------- | -- | -- | -- | - | ------- | --- | -- | -------------------------- |
| 1. | Manchester United (B) | 38 | 28 | 5  | 5 | 86–43   | +43 | 89 | Bajnokok Ligája csoportkör |
| 2. | Manchester City       | 38 | 23 | 9  | 6 | 66–34   | +32 | 78 | Bajnokok Ligája csoportkör |
| 3. | Chelsea               | 38 | 22 | 9  | 7 | 75–39   | +36 | 75 | Bajnokok Ligája csoportkör |
| 4. | Arsenal               | 38 | 21 | 10 | 7 | 72–37   | +35 | 73 | Bajnokok Ligája rájátszás  |
| 5. | Tottenham Hotspur     | 38 | 21 | 9  | 8 | 66–46   | +20 | 72 | Európa Liga rájátszás      |

Utolsó frissítés: 2013. május 19. 
Forrás: Premier League 
A rangsorolás alapszabályai: 1. összpontszám, 2. egymás elleni eredmények összpontszáma, 3. gólkülönbség, 4. szerzett gólok száma.
(B): Bajnokcsapat, (K): Kieső csapat, (F): Feljutó csapat, (I): Kupainduló, (R): A rájátszás győztese, (KGY): Kupagyőztes

### FA-kupa
| 2013. január 5. 16:00 (CET) |

| Manchester City                 | 3 – 0               | Watford |
| ------------------------------- | ------------------- | ------- |
| Tévez 22' Barry 44' Lopes 90+1' | (2 – 0) Jegyzőkönyv |         |

| City of Manchester Stadium, Manchester Nézőszám: 46 821 Játékvezető: Phil Dowd |

| 2013. január 26. 13:45 (CET) |

| Stoke City | 0 – 1               | Manchester City |
| ---------- | ------------------- | --------------- |
|            | (0 – 0) Jegyzőkönyv | 85' Zabaleta    |

| Britannia Stadion, Stoke-on-Trent Nézőszám: 19 814 Játékvezető: Howard Webb |

| 2013. február 17. 15:00 (CET) |

| Manchester City                                 | 4 – 0               | Leeds United |
| ----------------------------------------------- | ------------------- | ------------ |
| Y. Touré 5' Agüero 15' (11-esből) 74' Tévez 52' | (2 – 0) Jegyzőkönyv |              |

| City of Manchester Stadium, Manchester Nézőszám: 46 849 Játékvezető: Mark Clattenburg |

| 2013. március 9. 18:30 (CET) |

| Manchester City                         | 5 – 0               | Barnsley |
| --------------------------------------- | ------------------- | -------- |
| Tévez 11' 31' 50' Kolarov 27' Silva 65' | (3 – 0) Jegyzőkönyv |          |

| City of Manchester Stadium, Manchester Nézőszám: 46 728 Játékvezető: Anthony Taylor |

| 2013. április 14. 17:00 (CEST) |

| Manchester City      | 2 – 1               | Chelsea |
| -------------------- | ------------------- | ------- |
| Nasri 35' Agüero 47' | (1 – 0) Jegyzőkönyv | 66' Ba  |

| Wembley, London Nézőszám: 85 621 Játékvezető: Chris Foy |

| 2013. május 11. 17:00 (CEST) |

| Manchester City | 0 – 1               | Wigan Athletic |
| --------------- | ------------------- | -------------- |
|                 | (0 – 0) Jegyzőkönyv | 90+1' Watson   |

| Wembley, London Nézőszám: 86 254 Játékvezető: Andre Marriner |

### Capital One Cup
| 2012. szeptember 25. 20:45 (CEST) |

| Manchester City           | 2 – 4 (h. u.) | Aston Villa                                |
| ------------------------- | ------------- | ------------------------------------------ |
| Balotelli 27' Kolarov 64' | (1 – 0)       | 59' Barry 70' 113' Agbonlahor 96' N'Zogbia |

| City of Manchester Stadium, Manchester Nézőszám: 28 015 Játékvezető: Phil Dowd |

### Bajnokok Ligája
| 2012. szeptember 18. 20:45 (CEST) |

| Real Madrid                         | 3 – 2               | Manchester City       |
| ----------------------------------- | ------------------- | --------------------- |
| Marcelo 76' Benzema 87' Ronaldo 90' | (0 – 0) Jegyzőkönyv | 69' Džeko 85' Kolarov |

| Santiago Bernabéu, Madrid Nézőszám: 67 000 Játékvezető: Damir Skomina (szlovén) |

| 2012. október 3. 20:45 (CEST) |

| Manchester City          | 1 – 1               | Borussia Dortmund |
| ------------------------ | ------------------- | ----------------- |
| Balotelli 90' (11-esből) | (0 – 0) Jegyzőkönyv | 61' Reus          |

| City of Manchester Stadium, Manchester Nézőszám: 43 607 Játékvezető: Pavel Královec (cseh) |

| 2012. október 24. 20:45 (CEST) |

| Ajax                                  | 3 – 1               | Manchester City |
| ------------------------------------- | ------------------- | --------------- |
| De Jong 45' Moisander 57' Eriksen 68' | (1 – 1) Jegyzőkönyv | 22' Nasri       |

| Amsterdam ArenA, Amszterdam Nézőszám: 45 743 Játékvezető: Svein Oddvar Moen (norvég) |

| 2012. november 6. 20:45 (CEST) |

| Manchester City         | 2 – 2               | Ajax            |
| ----------------------- | ------------------- | --------------- |
| Y. Touré 22' Agüero 74' | (1 – 2) Jegyzőkönyv | 10' 17' De Jong |

| City of Manchester Stadium, Manchester Nézőszám: 40 222 Játékvezető: Peter Rasmussen (dán) |

| 2012. november 21. 20:45 (CEST) |

| Manchester City       | 1 – 1               | Real Madrid |
| --------------------- | ------------------- | ----------- |
| Agüero 73' (11-esből) | (0 – 1) Jegyzőkönyv | 10' Benzema |

| City of Manchester Stadium, Manchester Nézőszám: 45 740 Játékvezető: Gianluca Rocchi (olasz) |

| 2012. december 4. 20:45 (CEST) |

| Borussia Dortmund | 1 – 0               | Manchester City |
| ----------------- | ------------------- | --------------- |
| Schieber 57'      | (0 – 0) Jegyzőkönyv |                 |

| Signal Iduna Park, Dortmund Nézőszám: 62 000 Játékvezető: Milorad Mažić (szerb) |

#### Végeredmény
| Team              | M | Gy | D | V | LG | KG | GK | P  |
| ----------------- | - | -- | - | - | -- | -- | -- | -- |
| Borussia Dortmund | 6 | 4  | 2 | 0 | 11 | 5  | +6 | 14 |
| Real Madrid       | 6 | 3  | 2 | 1 | 15 | 9  | +6 | 11 |
| Ajax              | 6 | 1  | 1 | 4 | 8  | 16 | −8 | 4  |
| Manchester City   | 6 | 0  | 3 | 3 | 7  | 11 | −4 | 3  |

## Statisztika

### Gólszerzők
|          | Poz      | No.      | Játékos            | Premier League | Bajnokok Ligája | FA-kupa | Ligakupa | Community Shield | Összesen |
| -------- | -------- | -------- | ------------------ | -------------- | --------------- | ------- | -------- | ---------------- | -------- |
| 1        | FW       | 16       | Sergio Agüero      | 12             | 2               | 3       | 0        | 0                | 17       |
| 1        | FW       | 32       | Carlos Tévez       | 11             | 0               | 5       | 0        | 1                | 17       |
| 3        | FW       | 10       | Edin Džeko         | 14             | 1               | 0       | 0        | 0                | 15       |
| 4        | MF       | 42       | Yaya Touré         | 7              | 1               | 1       | 0        | 1                | 10       |
| 5        | MF       | 21       | David Silva        | 4              | 0               | 1       | 0        | 0                | 5        |
| 5        | MF       | 8        | Samir Nasri        | 2              | 1               | 1       | 0        | 1                | 5        |
| 7        | MF       | 7        | James Milner       | 4              | 0               | 0       | 0        | 0                | 4        |
| 7        | DF       | 13       | Aleksandar Kolarov | 1              | 1               | 1       | 1        | 0                | 4        |
| 9        | DF       | 5        | Pablo Zabaleta     | 2              | 0               | 1       | 0        | 0                | 3        |
| 9        | FW       | 42       | Mario Balotelli    | 1              | 1               | 0       | 1        | 0                | 3        |
| 11       | MF       | 14       | Javi García        | 2              | 0               | 0       | 0        | 0                | 2        |
| 11       | MF       | 17       | Jack Rodwell       | 2              | 0               | 0       | 0        | 0                | 2        |
| 11       | MF       | 18       | Gareth Barry       | 1              | 0               | 1       | 0        | 0                | 2        |
| 14       | DF       | 4        | Vincent Kompany    | 1              | 0               | 0       | 0        | 0                | 1        |
| 14       | DF       | 6        | Joleon Lescott     | 1              | 0               | 0       | 0        | 0                | 1        |
| 14       | MF       | 64       | Marcos Lopes       | 0              | 0               | 1       | 0        | 0                | 1        |
| #        | Öngól    | Öngól    | Öngól              | 1              | 0               | 0       | 0        | 0                | 1        |
| Összesen | Összesen | Összesen | Összesen           | 66             | 7               | 15      | 2        | 3                | 93       |

### Kezdő tizenegy
Tétmérkőzésen leggyakoribb kezdő 11.
| No. | Poz. | Név             | Kezdő |  |
| --- | ---- | --------------- | ----- |  |
| 1   | GK   | Joe Hart        | 45    |  |
| 5   | RB   | Pablo Zabaleta  | 39    |  |
| 4   | CB   | Vincent Kompany | 37    |  |
| 33  | CB   | Matija Nastasić | 30    |  |
| 22  | LB   | Gaël Clichy     | 33    |  |
| 18  | DM   | Gareth Barry    | 37    |  |
| 42  | CM   | Yaya Touré      | 42    |  |
| 8   | AM   | Samir Nasri     | 32    |  |
| 21  | AM   | David Silva     | 37    |  |
| 32  | SS   | Carlos Tévez    | 39    |  |
| 16  | ST   | Sergio Agüero   | 30    |  |

| Hart Zabaleta Kompany Nastasić> Clichy Barry Y. Touré Tévez Silva Nasri Agüero |

## Fordítás
Ez a szócikk részben vagy egészben  a(z)   2012–13 Manchester City F.C. season című angol Wikipédia-szócikk ezen változatának fordításán alapul.  Az eredeti cikk szerkesztőit annak laptörténete sorolja fel. Ez a jelzés csupán a megfogalmazás eredetét és a szerzői jogokat jelzi, nem szolgál a cikkben szereplő információk forrásmegjelöléseként.